# Okerborststekelstaart
De okerborststekelstaart (Synallaxis albilora) is een zangvogel uit de familie Furnariidae (ovenvogels). De vogel werd in 1856 geldig beschreven door de Oostenrijkse vogelkundige August von Pelzeln.

## Kenmerken
De vogel is 15 tot 16 cm lang. Zoals alle stekelstaarten zijn de staartpennen relatief lang en puntig. De vogel is roodbruin van boven en heel licht, egaal  geelbruin van onder. De kop is grijs en een opvallend kenmerk is een witte vlek tussen het oog en de snavel.

## Verspreiding en leefgebied
Deze soort komt voor in in oostelijk Bolivia, zuidwestelijk Brazilië en noordelijk Paraguay. De leefgebieden liggen in vochtig tropisch bos en gebieden met struikgewas tot op 1000 meter boven zeeniveau.